# 3e étape du Tour de France 1999
Pour un article plus général, voir Tour de France 1999.
La 3e étape du Tour de France 1999 s'est déroulée le mardi 6 juillet 1999. Elle part de Nantes et arrive à Laval.

## Classement de l'étape
| \| Classement de l'étape \| Classement de l'étape \| Classement de l'étape \| Classement de l'étape \| Classement de l'étape \| \| Coureur \| Coureur \| Pays \| Équipe \| Temps \| \| --------------------- \| --------------------- \| --------------------- \| -------------------------------- \| --------------------- \| \| 1er \| Tom Steels \| Belgique \| Mapei-Quick Step \| 4 h 29 min 27 s \| \| 2e \| Erik Zabel \| Allemagne \| Deutsche Telekom \| + 0 s \| \| 3e \| Stuart O'Grady \| Australie \| Crédit Agricole \| + 0 s \| \| 4e \| Nicola Minali \| Italie \| Cantina Tollo-Alexia Alluminio \| + 0 s \| \| 5e \| George Hincapie \| États-Unis \| US Postal Service \| + 0 s \| \| 6e \| Jimmy Casper \| France \| La Française des jeux \| + 0 s \| \| 7e \| Robbie McEwen \| Australie \| Rabobank \| + 0 s \| \| 8e \| Silvio Martinello \| Italie \| Polti \| + 0 s \| \| 9e \| Elio Aggiano \| Italie \| Vitalicio Seguros-Grupo Generali \| + 0 s \| \| 10e \| Mario Cipollini \| Italie \| Saeco-Cannondale \| + 0 s \| |                   |            |                                  |                 |
| |                   |            |                                  |                 |
| |                   |            |                                  |                 |
| Classement de l'étape |                   |            |                                  |                 |
| Coureur | Coureur           | Pays       | Équipe                           | Temps           |
| 1er | Tom Steels        | Belgique   | Mapei-Quick Step                 | 4 h 29 min 27 s |
| 2e | Erik Zabel        | Allemagne  | Deutsche Telekom                 | + 0 s           |
| 3e | Stuart O'Grady    | Australie  | Crédit Agricole                  | + 0 s           |
| 4e | Nicola Minali     | Italie     | Cantina Tollo-Alexia Alluminio   | + 0 s           |
| 5e | George Hincapie   | États-Unis | US Postal Service                | + 0 s           |
| 6e | Jimmy Casper      | France     | La Française des jeux            | + 0 s           |
| 7e | Robbie McEwen     | Australie  | Rabobank                         | + 0 s           |
| 8e | Silvio Martinello | Italie     | Polti                            | + 0 s           |
| 9e | Elio Aggiano      | Italie     | Vitalicio Seguros-Grupo Generali | + 0 s           |
| 10e | Mario Cipollini   | Italie     | Saeco-Cannondale                 | + 0 s           |

## Classement général
À la suite de sa victoire d'étape et des bonifications qui vont avec, le Belge Tom Steels (Mapei-Quick Step) remonte à la seconde place du classement général, avec 17 secondes de retard sur le leader l'Estonien Jaan Kirsipuu (Casino) qui conserve le maillot jaune de leader. L'Australien Stuart O'Grady (Crédit agricole) conserve sa troisième position à vingt secondes, dans le même temps que l'Américain Lance Armstrong (US Postal Service) alors que l'Allemand Erik Zabel (Deutsche Telekom) fait son entrée dans le top 10 en huitième position.
| \| Classement général \| Classement général \| Classement général \| Classement général \| Classement général \| \| Coureur \| Coureur \| Pays \| Équipe \| Temps \| \| ------------------ \| -------------------- \| ------------------ \| ------------------ \| ------------------ \| \| 1er \| Jaan Kirsipuu \| Estonie \| Casino \| 13 h 18 min 59 s \| \| 2e \| Tom Steels \| Belgique \| Mapei-Quick Step \| + 17 s \| \| 3e \| Stuart O'Grady \| Australie \| Crédit Agricole \| + 20 s \| \| 4e \| Lance Armstrong \| États-Unis \| US Postal Service \| DQ \| \| 5e \| Abraham Olano \| Espagne \| ONCE-Deutsche Bank \| + 31 s \| \| 6e \| George Hincapie \| États-Unis \| US Postal Service \| + 34 s \| \| 7e \| Christophe Moreau \| France \| Festina-Lotus \| + 35 s \| \| 8e \| Erik Zabel \| Allemagne \| Deutsche Telekom \| + 40 s \| \| 9e \| Alexandre Vinokourov \| Kazakhstan \| Casino \| + 41 s \| \| 10e \| Santos González \| Espagne \| ONCE-Deutsche Bank \| + 41 s \| |                      |            |                    |                  |
| |                      |            |                    |                  |
| |                      |            |                    |                  |
| Classement général |                      |            |                    |                  |
| Coureur | Coureur              | Pays       | Équipe             | Temps            |
| 1er | Jaan Kirsipuu        | Estonie    | Casino             | 13 h 18 min 59 s |
| 2e | Tom Steels           | Belgique   | Mapei-Quick Step   | + 17 s           |
| 3e | Stuart O'Grady       | Australie  | Crédit Agricole    | + 20 s           |
| 4e | Lance Armstrong      | États-Unis | US Postal Service  | DQ               |
| 5e | Abraham Olano        | Espagne    | ONCE-Deutsche Bank | + 31 s           |
| 6e | George Hincapie      | États-Unis | US Postal Service  | + 34 s           |
| 7e | Christophe Moreau    | France     | Festina-Lotus      | + 35 s           |
| 8e | Erik Zabel           | Allemagne  | Deutsche Telekom   | + 40 s           |
| 9e | Alexandre Vinokourov | Kazakhstan | Casino             | + 41 s           |
| 10e | Santos González      | Espagne    | ONCE-Deutsche Bank | + 41 s           |

## Classements annexes
| Classement par points | Classement par points | Classement par points | Classement par points | Classement par points |
| Coureur               | Coureur               | Pays                  | Équipe                | Points                |
| --------------------- | --------------------- | --------------------- | --------------------- | --------------------- |
| 1er                   | Jaan Kirsipuu         | Estonie               | Casino                | 105 pts               |
| 2e                    | Tom Steels            | Belgique              | Mapei-Quick Step      | 100 pts               |
| 3e                    | Stuart O'Grady        | Australie             | Crédit Agricole       | 85 pts                |
| 4e                    | Erik Zabel            | Allemagne             | Deutsche Telekom      | 84 pts                |
| 5e                    | George Hincapie       | États-Unis            | US Postal Service     | 72 pts                |

| Classement par points | Classement par points | Classement par points | Classement par points | Classement par points |
| Coureur               | Coureur               | Pays                  | Équipe                | Points                |
| --------------------- | --------------------- | --------------------- | --------------------- | --------------------- |
| 1er                   | Jaan Kirsipuu         | Estonie               | Casino                | 105 pts               |
| 2e                    | Tom Steels            | Belgique              | Mapei-Quick Step      | 100 pts               |
| 3e                    | Stuart O'Grady        | Australie             | Crédit Agricole       | 85 pts                |
| 4e                    | Erik Zabel            | Allemagne             | Deutsche Telekom      | 84 pts                |
| 5e                    | George Hincapie       | États-Unis            | US Postal Service     | 72 pts                |

| Classement de la montagne | Classement de la montagne | Classement de la montagne | Classement de la montagne        | Classement de la montagne |
| Coureur                   | Coureur                   | Pays                      | Équipe                           | Points                    |
| ------------------------- | ------------------------- | ------------------------- | -------------------------------- | ------------------------- |
| 1er                       | Mariano Piccoli           | Italie                    | Lampre-Daikin                    | 9 pts                     |
| 2e                        | Francisco Cerezo          | Espagne                   | Vitalicio Seguros-Grupo Generali | 5 pts                     |
| 3e                        | Laurent Brochard          | France                    | Festina-Lotus                    | 5 pts                     |
| 4e                        | Massimo Giunti            | Italie                    | Cantina Tollo-Alexia Alluminio   | 5 pts                     |
| 5e                        | Dimitri Konyshev          | Russie                    | Mercatone Uno-Bianchi            | 4 pts                     |

| Classement de la montagne | Classement de la montagne | Classement de la montagne | Classement de la montagne        | Classement de la montagne |
| Coureur                   | Coureur                   | Pays                      | Équipe                           | Points                    |
| ------------------------- | ------------------------- | ------------------------- | -------------------------------- | ------------------------- |
| 1er                       | Mariano Piccoli           | Italie                    | Lampre-Daikin                    | 9 pts                     |
| 2e                        | Francisco Cerezo          | Espagne                   | Vitalicio Seguros-Grupo Generali | 5 pts                     |
| 3e                        | Laurent Brochard          | France                    | Festina-Lotus                    | 5 pts                     |
| 4e                        | Massimo Giunti            | Italie                    | Cantina Tollo-Alexia Alluminio   | 5 pts                     |
| 5e                        | Dimitri Konyshev          | Russie                    | Mercatone Uno-Bianchi            | 4 pts                     |

| Classement du meilleur jeune | Classement du meilleur jeune | Classement du meilleur jeune | Classement du meilleur jeune | Classement du meilleur jeune |
| Coureur                      | Coureur                      | Pays                         | Équipe                       | Temps                        |
| ---------------------------- | ---------------------------- | ---------------------------- | ---------------------------- | ---------------------------- |
| 1er                          | Christian Vande Velde        | États-Unis                   | US Postal Service            | 13 h 19 min 42 s             |
| 2e                           | Benoît Salmon                | France                       | Casino                       | + 9 s                        |
| 3e                           | Magnus Bäckstedt             | Suède                        | Crédit Agricole              | + 10 s                       |
| 4e                           | Mario Aerts                  | Belgique                     | Lotto-Mobistar               | + 12 s                       |
| 5e                           | Luis Pérez Rodríguez         | Espagne                      | ONCE-Deutsche Bank           | + 15 s                       |

| Classement du meilleur jeune | Classement du meilleur jeune | Classement du meilleur jeune | Classement du meilleur jeune | Classement du meilleur jeune |
| Coureur                      | Coureur                      | Pays                         | Équipe                       | Temps                        |
| ---------------------------- | ---------------------------- | ---------------------------- | ---------------------------- | ---------------------------- |
| 1er                          | Christian Vande Velde        | États-Unis                   | US Postal Service            | 13 h 19 min 42 s             |
| 2e                           | Benoît Salmon                | France                       | Casino                       | + 9 s                        |
| 3e                           | Magnus Bäckstedt             | Suède                        | Crédit Agricole              | + 10 s                       |
| 4e                           | Mario Aerts                  | Belgique                     | Lotto-Mobistar               | + 12 s                       |
| 5e                           | Luis Pérez Rodríguez         | Espagne                      | ONCE-Deutsche Bank           | + 15 s                       |

| Classement par équipes | Classement par équipes | Classement par équipes | Classement par équipes |
| Équipe                 | Équipe                 | Pays                   | Temps                  |
| ---------------------- | ---------------------- | ---------------------- | ---------------------- |
| 1re                    | US Postal Service      | États-Unis             | 39 h 58 min 48 s       |
| 2e                     | ONCE-Deutsche Bank     | Espagne                | + 4 s                  |
| 3e                     | Crédit Agricole        | France                 | + 19 s                 |
| 4e                     | Festina-Lotus          | France                 | + 20 s                 |
| 5e                     | Casino                 | France                 | + 25 s                 |

| Classement par équipes | Classement par équipes | Classement par équipes | Classement par équipes |
| Équipe                 | Équipe                 | Pays                   | Temps                  |
| ---------------------- | ---------------------- | ---------------------- | ---------------------- |
| 1re                    | US Postal Service      | États-Unis             | 39 h 58 min 48 s       |
| 2e                     | ONCE-Deutsche Bank     | Espagne                | + 4 s                  |
| 3e                     | Crédit Agricole        | France                 | + 19 s                 |
| 4e                     | Festina-Lotus          | France                 | + 20 s                 |
| 5e                     | Casino                 | France                 | + 25 s                 |